# Абашевська культура
Аба́шевська культура — археологічна культура бронзової доби.
Культура датується 2150 (1750)–1250 роками до н. е.
Виділена 1925 року за розкопками біля села Абашево Чебоксарського району на півночі Чувашії.

## Поширення
Абашевська культура була поширена на території Подоння (сучасна Воронезька область та інші]], Середнього Надволжя (Марій Ел, Чувашія, Мордовія, Татарстан та Пензенська, Ульянівська, Самарська області та інші) й південного Передуралля (Башкортостан).
Територія культури пов'язана з зоною широколистяних лісів від Верхнього Надволжя на заході до Південного Зауралля на сході, від Середнього Надкам'я на півночі — до волзького Надсамар'я на півдні.
Територіальні відмінності пам'яток абашевської культури дозволили у 1970-х роках виділити 3 складові абашевської культурно-історичної спільністі:
- доно-волзький варіант,
- середньо-волзький варіант,
- південно-уральський (баланбашський) варіант.[1]

## Пам'ятки культури
Відомі поселення (в тому числі укріплені) і безліч курганних могильників.
Основні види археологічних пам'яток абашевської культури у Надволжі: курганні й ґрунтові могильники, поселення, скарби, випадкові знахідки.

## Господарство
Провідну роль займало скотарство при допоміжній ролі землеробства. Скотарство з переважним розведенням великої рогатої худоби та великою часткою в стадах свиней та коней.
На пізньому етапі розвитку культури ряд абашевських племен переходить до осілого скотарсько-землеробського господарства.
Високого розвитку досягла металургія міді, хоча зберігали своє значення обробка каменю і кістки.
Знаряддя праці з каменя, міді й кістки домашніх та диких тварин свідчать про полювання, скотарство і землеробство, а клади мідних знарядь — про значний розвиток металургії.

### Ливарництво
Для абашевського ливарництва характерно використання миш'якової міді, отриманої з мідномишьякових руд зауральського походження. Племенам абашевської культури була знайома гірнича справа, - вони першими почали у великому обсязі розробляти уральські родовища міді. Ковалі культури успадковувати основні прийоми й стереотипи металообробки від циркумпонтійської металургійної провінції та виробили власні традиції металообробки, що визначили своєрідність абашевського металообробного вогнища.
Знаряддя виготовляли з бронзи: ножі, серпи, вислообушні сокири, плоскі сокири-тесла, стамески, шила, крюки, наконечники копій з розімкненою втулкою, прикраси.
Зброя представлено бронзовими сокирами. наконечниками копій, кремінними наконечниками стріл.
Різноманітні прикраси з бронзи й срібла: підвіски з згорнутої жолобчастою пластини, бляшки-розетки, пронизки, очкоподібні підвіски, браслети, персні, каблучки.

### Гончарство
У кераміці виділяються посудини дзвоноподібних келихів, гострореберних й баночних форм (орнаментовані прокресленими лініями й зубчастим штампом). Раковина домішка в глиняному тісті.
Кераміка абашевської культури виготовлялася вручну, має ошатний геометричний орнамент, що займає майже всю поверхню посуду. Фігури орнаменту: вузькі висячі трикутники з горизонтальним штрихуванням, заштриховані ромби, ромбоподібні й прямокутні меандри. Зустрічаються маленькі гостробокі посудини з пишною орнаментацією.

## Транспорт
Кістяні дископодібні псалії з шипами свідчать про появу колісниць в степах Євразії.
Для кераміки характерні судини дзвоноподібних і  форм,

## Поховання
Скорчені й витягнуті на спині поховання підкурганного обряду поховання зі зведенням невисоких сплощених насипів. Дерев'яні конструкції над насипами, кільцеві допоміжні споруди. Для культури й прибудовою могильних огорож. Простежується культ вогню з жертвопринесенням тварин. Положення померлих на спині витягнуто або скорченно на боці з головою переважно на південний схід. У курганах відкриті поховання з орнаментованим глиняним посудом, мідними й срібними прикрасами.

## Житла
Житла представлені однокамерними і багатокамерними будівлями, слабо поглибленими в землю, з двосхилим дахом.

## Походження
Племена абашевської культури є віддаленими предками чувашів. Ймовірними носіями абашевської культури були індоіранці.
Абашевська культура — наступниця зрубної культури та Андронівської культури, місцевої, полтавкинської основи.
На думку багатьох дослідників, абашевська культура, разом з фатьянівською культурою, за своїм походженням пов'язана зі світом  культур шнурової кераміки і бойових сокир, а власне абашевська — із середньодніпровською культурою.
Племена абашевської культури поряд з племенами полтавкинської культури на її пізньому етапі та племенами потапівського культурного типу, взяли участь у формуванні культур пізньої бронзової доби, перш за все зрубної культури.
Металургія абашевської культури стала одним з імпульсів у додаванні євразійської металургійної провінції пізньої бронзової доби.

## У Башкортостані
У Башкортостані дослідженнями культури займались Костянтин Сальников, Володимир Горбунов, Юрій Морозов та інші. Поселення на території республіки розташовані нерівномірно і сконцентровані на правобережжі річки Білої. Тут виявлені Береговський та Тюбяцький комплекси пам'яток.
Поселення розміщуються на багатьох майданчиках надзаплавних терасах. Житла представляють собою багатокамерні наземні каркасні споруди із слабко заглибленими у материк котлованами та двох- чи чотирьохскатними дахами із органічними матеріалами (очерету, трави, кори). Кераміка виготовлена з додаванням дрібнотовчених мушель, рідше — рослинних залишків, піску та шамоту. Як основна виділяються горшкова та баночна форми. Етнографічні особливості посуду виявляються у їхній подібності дзвоникам. Зустрічається посуд спеціального (з гострими ребрами) та виробничого (плавильні чаші) призначення. У поселеннях знайдені вироби з металу — пластинчасті знаряддя (ножі, кинджали, долота, сокири, тесла, наконечники списів, втульчасті гачки, шила) та прикраси (браслети, пронизи та підвіски), з кістки — лощила, проколки, долота та пряжки, з каменю — сокири, пести, терочники, молотки та ковальні, з кремнію — наконечники списів, скребки, ножеві пластинки. Виявлені сліди обробки металу — шматочки руди, шлак, краплі бронзи, плавильні чаші.
Погребні пам'ятки зустрічаються переважно у басейні річок Біла, Дьома та Ік. Більшість з них являють собою підкурганні захоронення. Розрізняються прості земляні насипи, кургани з кам'яними огорожами, кільцевими ровами та слідами огорожі зі стовпів. Крім простих земляних ям відомі також і могильні камери, оформлені зсередини камінням чи деревом, деякі перекриті зверху камінням чи деревом. Основні типи захоронень — на спинні, вторинні та колективні.

## У Мордовії
Серед курганів абашевської культури відомий у села Старе Ардатове, де поховано 7 абашевців (розкопки 1968 року). Поруч з похованими виявлені орнаментовані. глиняні посудини й прикраси з міді.
Два поховання виявлені у кургані у села Кіржемани в Великоігнатовському районі у 1982 році.

## У Пензенській області
У Пензенській області залишки абашевських поселень виявлені біля сіл Барковка, Безсоновка, Красний Восток, Алфер'євка, Корсаєвка. Хронологічно вони займають проміжне положення між ранніми абашевським поселеннями Подоння та пам'ятками правобережної Середнього Надволжя, що відображає пересування абашевців на північний схід.

## У Самарській області
У Самарському Надволжі пам'ятники абашевської культури розташовані у сточищах річок Сок й Самара. Вони з'явилися на пізньому етапі існування культури й належать її південно-уральському варіанту.
На території Самарської області вивчені поселення та жертовні місця носіїв абашевської культури.
Маленькі гостробокі посудини з пишною орнаментацією характерні для абашевських поселень над річкою Велика Кінель. На  кераміці поселень сточища річок Сок й Самара геометричний орнамент зустрічається рідше, що може бути пояснене пізнім віком цих пам'яток.
Пам'ятники абашевської культури на території Самарської області: печера Братів Греве, поселення Бєлозерки, Красний Городок. Іллінка. Суруш. Точка, Красні Піски. Глубоке Озеро.Лебяжінка-V. Максимовка, могильник на дюні «Людська Голова», поховання в могильниках С'єзжеє и Красносамарський.